# La Voyante (pièce de théâtre)
Pour les articles homonymes, voir La Voyante.
La Voyante est une pièce de théâtre française en deux actes et 5 tableaux d'André Roussin sur une idée de Sacha Guitry, créée le 20 novembre 1963 au théâtre de la Madeleine.  

## Argument
Rosa est une voyante spécialisée dans l'observation des boules de cristal. Alors qu'une jeune fille désespérée tente de se suicider chez elle, Karma, la présidente de l'ordre des voyantes, réussit à sauver la jeune fille. Karma a d'autres soucis : plusieurs prédictions qu'elle a faites se sont révélées fausses...

## Distribution

### Théâtre de la Madeleine, 1963 (création)
- Elvire Popesco : Karma
- Jeanne Fusier-Gir : Rosa
- Madeleine Cheminat : Biscotte
- Raymone : Yerma
- Jean Roquel : le reporter
- André Naveau : le photographe
- Jean Deschamps : le docteur Pelletier
- Germaine Delbat, Roxane Flavian, Josette Valera, Huguette Vergne, Pierre Devilder : clients de Karma

Mise en scène : Jacques Mauclair
Décors : Georges Wakhévitch
Source : BnF

### Théâtre Marigny, 1971
- Elvire Popesco : Karma
- Pauline Carton : Rosa
- Madeleine Damien : Biscotte
- Marthe Alycia : Yerma
- Jean Roquel : le reporter
- Edward Sanderson : le photographe
- Jean Chevrier : le docteur Pelletier
- Liliane Patrick : la jeune femme
- Jocelyne Darche : la jeune fille
- Gisèle Casadesus : la dame
- Gaëlle Romande : la visiteuse
- Maurice Martel : l'homme

Mise en scène : André Roussin
Décors : Roger Harth
Costumes : Donald Cardwell
Enregistrée le 17 avril 1971 et diffusée pour la première fois le 21 février 1972 sur la première chaîne de l'ORTF dans Au théâtre ce soir, réalisation Pierre Sabbagh